# Margaret O’Mara

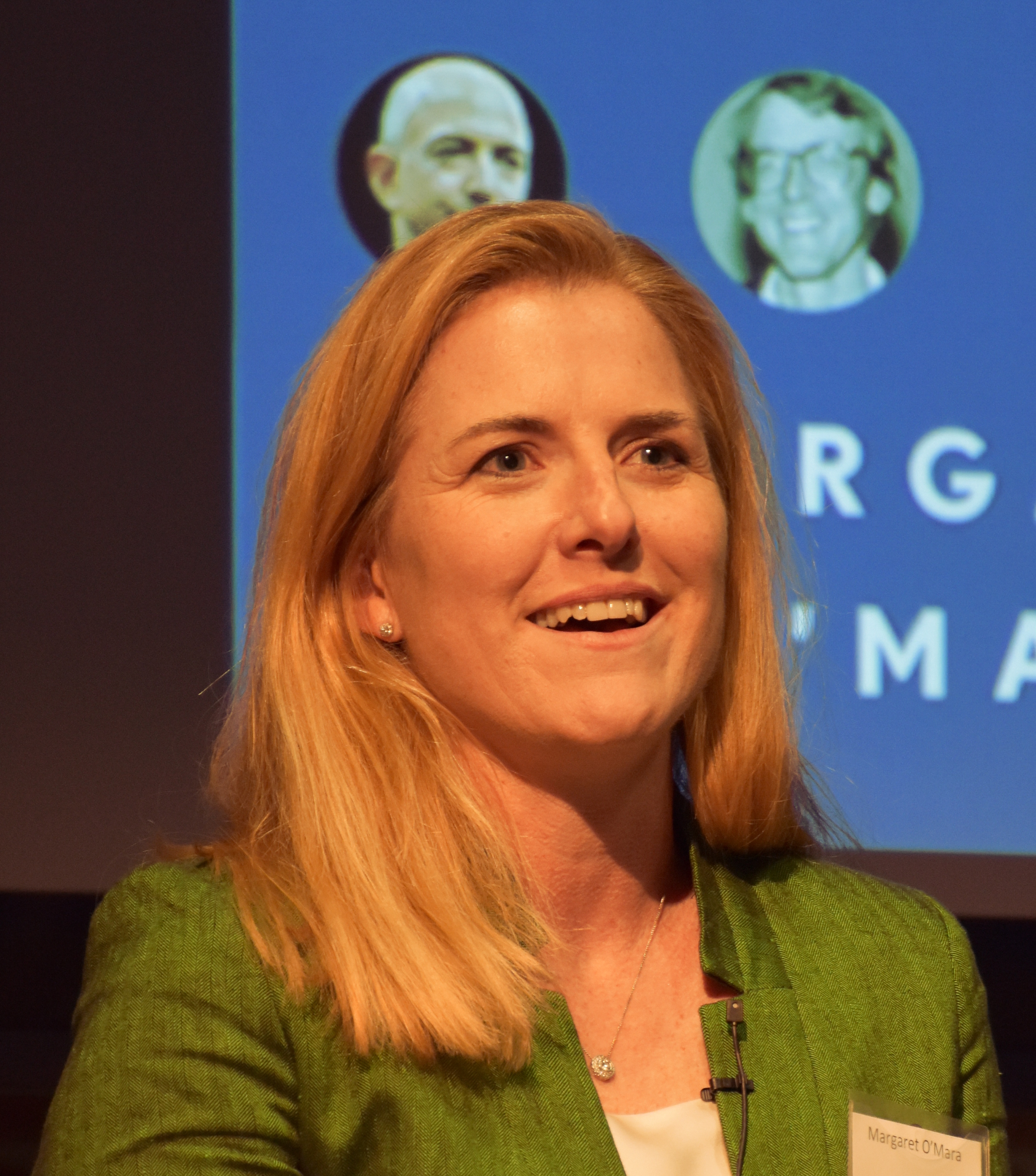
Margaret O’Mara stellt ihr Buch The Code vor (2019)

Margaret O’Mara (geb. Pugh; * 15. November 1970) ist eine US-amerikanische Historikerin und Professorin an der University of Washington. Sie ist eine Expertin für die Geschichte der modernen Technologie und ihre Auswirkungen auf Wirtschaft und Gesellschaft.

## Ausbildung und Arbeitsschwerpunkte
O’Mara erhielt ihren B.A. in Geschichte und Englisch von der Northwestern University (1988–1992) und ihren M.A. und Ph.D. in Geschichte und Urban Studies von der University of Pennsylvania (1997–2002).
Zu O’Maras Fachgebieten gehören die Beziehungen zwischen Technologie und Politik sowie zwischen Technologieunternehmen und Stadtentwicklung. Sie hält Geschichtswissen und -bewusstsein für entscheidend, um gegenwärtige und künftige Themen einschätzen zu können.

## Karriere
Von 1994 bis 1996 war O’Mara als politischer Analyst im Stab von Vizepräsident Al Gore tätig und arbeitete an den Themen städtische Wirtschaftsentwicklung, Gesundheitswesen und Wohlfahrtsreform. Von 1993 bis 1997 arbeitete sie im U.S. Department of Health and Human Services. 1997–1998 war sie als wissenschaftliche Mitarbeiterin an der Brookings Institution tätig.
Sie ist ehemalige Stipendiatin des Center for Advanced Studies in the Behavioral Sciences an der Stanford University. Sie war Assistenzprofessorin am Fachbereich Geschichte der Stanford University (2002–2007), bevor sie 2007 an die University of Washington wechselte.
O’Mara ist eine Expertin für die Geschichte der modernen Technologie und ihre Auswirkungen auf Wirtschaft und Gesellschaft. Sie hat Forschungsarbeiten über das Silicon Valley und amerikanische Präsidenten verfasst. Sie ist Distinguished Lecturer der Organization of American Historians.

## Privatleben
O’Mara ist mit dem CEO und Präsidenten von Healthentic, Jeffery Lawrence O’Mara, verheiratet. Sie lebt mit ihrem Mann und ihren beiden Töchtern im Großraum Seattle.

## Schriften
- Margaret Pugh O’Mara: Cities of Knowledge. Cold War Science and the Search for the Next Silicon Valley. Princeton University Press, Princeton 2015, ISBN 978-1-4008-6688-5 (englisch, google.de).
- Pivotal Tuesdays. Four Elections That Shaped the Twentieth Century. University of Pennsylvania Press, Philadelphia 2017, ISBN 978-0-8122-2393-4 (englisch, google.de).
- The Code. Silicon Valley and the Remaking of America. Penguin Publishing Group, New York City 2020, ISBN 978-0-399-56220-4 (englisch, google.de).